# Émile Amélineau
Pour les articles homonymes, voir Amélineau.
Émile Clément Amélineau, né le 28 août 1850 à La Chaize-Giraud (Vendée) et mort le 12 janvier 1915 à Châteaudun (Eure-et-Loir), est un architecte[réf. nécessaire], coptologue et égyptologue français, spécialiste de l'étude des Coptes, chrétiens habitant l'Égypte depuis l'origine du christianisme.
Il a mené des fouilles de la nécropole royale d'Oumm el-Qa'ab entre 1895 et 1898.

## Biographie
Émile Clément Amélineau nait à La Chaize-Giraud, en Vendée le 28 août 1850. Il entame d'abord des études théologiques et ecclésiastiques avant d'être ordonné prêtre dans le diocèse de Rennes en 1878. Attiré par les langues orientales, il intègre l'École pratique des hautes études où il étudie le copte et l'égyptologie de 1877 à 1883 sous la direction de Gaston Maspero et Eugène Grébaut. Dans les années 1881-1882, Amélineau se rend à plusieurs reprises à Oxford pour y étudier des documents coptes en vue de publier une version intégrale de l'ancien testament en sahidique, dialecte copte de Haute-Égypte.
En 1883, il est nommé membre de la mission archéologique française au Caire. Il parcourt l'Égypte et notamment la Haute-Égypte à la recherche de manuscrits coptes qu'il doit acheter auprès de négociants et institutions religieuses. Certains déjà montrent du doigt ses maladresses et indiscrétions qui ont pour résultats de compromettre des achats de manuscrits. Il revient en France où il est nommé à l'École pratique des hautes études au sein de la chaire attachée aux religions d'Égypte. Il y restera durant toute sa carrière, y enseignant l'histoire du christianisme et du monachisme égyptien comme maitre de conférence de 1887 à 1903 puis directeur adjoint et enfin directeur d'étude jusqu'à sa mort en 1915. 
En 1887, Émile Amélineau quitte les ordres. En 1888, il devient docteur en lettres grâce à sa thèse intitulée Essai sur le gnosticisme égyptien, ses développements et son origine égyptienne. La même année il publie les Contes et romans de l'Égypte chrétienne. L'année 1893 marque un tournant pour Amélineau, il publie deux ouvrages. Le premier, Géographie de l'Égypte à l'époque copte est récompensé par le prix Bordin décerné par l'Académie des inscriptions et belles-lettres. Le second ouvrage, Essai sur l'évolution historique des idées morales dans l'Égypte ancienne est cette fois récompensé par l'Académie des sciences morales et politiques. Émile Amélineau est alors un coptologue reconnu.
En 1895, il suspend son enseignement au sein de l'École pratique des hautes études pour réaliser des fouilles archéologiques à Abydos en Haute-Égypte, nécropole des rois prédynastiques et des souverains des Ire et IIe dynastie. En 1894, il commence les fouilles sur le secteur de Oumm el-Qa'ab, « la mère des poteries », nommé ainsi en raison du nombre considérable de tesson qui jonchent le sol. Il met au jour le tombeau de Narmer considéré comme le premier souverain de l'Égypte unifiée. Dans les mois qui suivent il met au jours d'autre sépultures des souverains de la première dynastie comme Den, Sémerkhet, Qâ ou encore en 1895 le tombeau du « roi serpent », Ouadji et sa stèle datée d'environ trois mille ans avant notre ère et exposée au Louvre. En 1896-1897 il découvre le « tombeau d'Osiris », en réalité sépulture du roi Djer. Il met également au jour deux tombes de pharaons de la deuxième dynastie : Péribsen et Khâsekhemouy. Amélineau à mis au jour la nécropole des premières dynasties, le « cimetière B ».
Dès sa première campagne en 1894-1895 il fait fouiller le plateau, aujourd'hui « cimetière U ». Du 15 au 19 janvier 1895 il y met au jour près de 150 tombes. Amélineau découvre sur place des fragments de poteries et identifie des noms d'Horus qui n'étaient pas présent sur la liste de Manéthon. Il signale cette découverte importante dans son compte rendu lu en séance de l'Académie de 1896 : « C'est alors qu'apparut le premier nom des souverains de cette époque. Il était enfermé dans un rectangle et surmonté d'un épervier, dans la forme ordinaire de ce qu'on appelle les bannières royales. Depuis j'en découvris quinze autres, […] », « d'un autre côté, les deux premières dynasties ne présentent pas un seul nom semblable sur les seize que je possède… Par conséquent nous sommes conduits à une époque précédant les deux premières dynasties ». Les fouilles se poursuivent jusqu'en 1899. En 1901, Amélineau émit l'hypothèse que le site d'Oumm el-Qa'ab pourrait abriter des vestiges plus anciens, appartenant à des souverains antérieurs à Ménès, fondateur présumé de la première dynastie. Déjà sous le feu des critiques de la part de nombreux archéologues, Émile Amélineau tente de se défendre en publiant tardivement le résultat de ses découvertes.
Amélineau fait don en septembre 1905 d'une partie de ses collections à la Société dunoise d'archéologie de Châteaudun, collection maintenant exposée au musée des Beaux-Arts et d'Histoire Naturelle de Châteaudun.

## L'affaire des fouilles d'Abydos

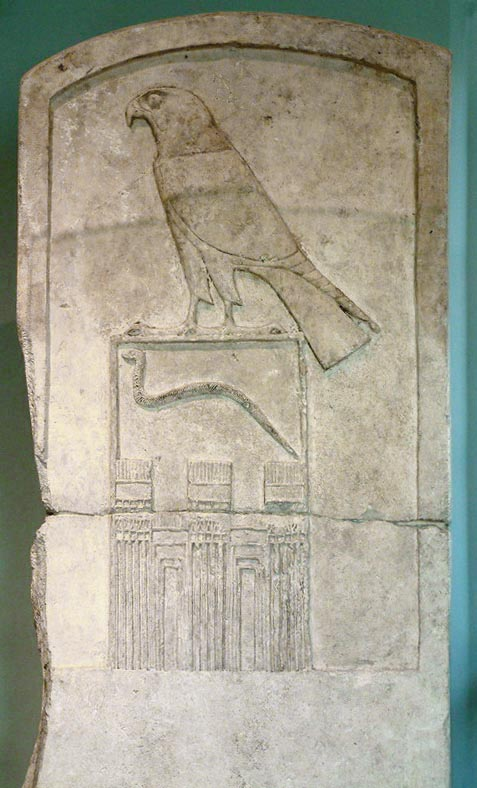
La stèle du roi Serpent, découverte par E. Amélineau, musée du Louvre.

Bien qu'il soit à l'origine de nombreuses découvertes réalisées pendant ses travaux de fouilles à Abydos de 1894 à 1898 sa réputation est, de son vivant, profondément entachée par les critiques de Jacques de Morgan et de Flinders Petrie. Ce dernier, fondateur de l'égyptologie scientifique moderne à obtenu de Gaston Maspero, chef du service des antiquités, la concession d'Abydos après qu'Amélineau eut déclaré qu'il n'y avait plus rien à y trouver. Petrie dépeint les méthodes d'Amélineau comme s'apparentant plus à un pillage qu'à une étude. Il écrit ainsi : 

« Pendant quatre ans, il y avait eu le scandale des travaux d'Amélineau aux Tombeaux royaux d'Abydos. On lui avait accordé une concession pour y travailler pendant cinq ans ; aucun plan n'avait été conservé (quelques erreurs ont été faites par la suite), il n'y avait aucune trace. d'où les choses ont été trouvées, aucune publication utile. Il se vantait d'avoir réduit en éclats les morceaux de vases en pierre qu'il ne se souciait pas d'enlever, et brûlé les restes de boiseries de la 1ère dynastie dans sa cuisine. »

Les critiques se concentrent sur les méthodes de fouilles, l'interprétation des vestiges mis au jour, leur conservation et leur mode d'acquisition. Émile Amélineau a répondu aux critiques dans les publications tardives de ses découvertes Nouvelles fouilles d'Abydos (1896-1899) et Le Tombeau d'Osiris (1899). Mais le fait est que son travail n'a produit qu'une série de découvertes de tombes et d'objets, tandis que Petrie, en passant au crible les décombres laissés par Amélineau, a pu établir toute la chronologie de la première dynastie. Les travaux de Petrie utilisant des méthodes scientifiques ont établi la réputation de Petrie et, à l'inverse, ont gravement nui à celle d'Amélineau. Jane A. Hill a déclaré qu '« Amélineau n'était pas un archéologue et avait essentiellement pillé le cimetière à la recherche de biens qu'il pourrait vendre aux collectionneurs d'antiquités ». 
Émile Amélineau est aujourd'hui encore fortement critiqué et reste un personnage controversé de l'égyptologie. Les attaques les plus virulentes le présentent comme « un benêt chanceux ou d'un amateur chercheur d'objets ou pire celle d'un voleur, d'un destructeur d'antiquités ravageur de sites ». Plus récemment, des publications viennent en partie réhabiliter les travaux d'Amélineau. Des fouilles récentes ont montré que Flinders Petrie lui-même avait laissé de nombreux vestiges exploitables sur les sites de fouilles. D'après des notes conservées au service des antiquités, il apparait que les critiques de Jacques de Morgan aient été en partie le résultat d'une animosité entre les deux hommes à la suite des découvertes d'Amélineau qui avaient éclipsé ses propres travaux. Flinders Petrie a quant à lui accusé Amélineau de la « destruction de vestiges en republiant des objets déjà trouvés par ce dernier ». 
D'après Marc Étienne, les reproches fait à Amélineau sont « très exagérés, voire infondés ». La méthodologie utilisé par Amélineau pour les fouilles ne diffère pas de celles en usage à l'époque. Dans ses rapports il en détaille la méthode et indique avoir pris conseil auprès de Jacques de Morgan ce qui fait dire à Marc Étienne qu'« au vu  de la qualité des relevés de certaines tombes il est difficile de croire qu'Amélineau ait été un ravageur de sites ». Pour le traitement du matériel archéologique prélevé sur les sites de fouilles, Amélineau prend soin de l'archivage, avec des vestiges photographiés et étiquetés avec date et code alphabétique. Ainsi des objets considérés comme détruits ont pu être identifiés.
Malgré tout, au delà des critiques et débats autour de la méthodologie des travaux d'Amélineau, ses découvertes restent majeures pour la reconstitution de l'histoire de l'Égypte antique. Elles concernent ainsi le « cimetière B », qui comprend les sépultures des rois de la Ire dynastie, mais aussi, grâce à l'existence de « noms d'Horus » inconnus, l'existence de souverains antérieurs à ceux de la première dynastie, complétant la liste de Manéthon telle qu'elle était comprise en cette fin du XIXe siècle.

## Hommages
- Une exposition organisée par le Conseil départemental de la Vendée « Sur la piste d'Osiris » lui est consacrée à l'Historial de la Vendée aux Lucs sur Boulogne du 6 mai au 4 septembre 2022[b].
- Une conférence intitulée « Émile Amélineau, un égyptologue dunois - Fouiller en terre d’Égypte au XIXe siècle » par Marine Agamennone, professeure d’Histoire, est organisée par la Société dunoise le 19 octobre 2024 au théâtre de Châteaudun[3].

## Publications
- Fragments coptes du Nouveau Testament dans le dialecte thébain, Recueil de travaux relatifs à la philologie, V (1884), p. 105-139 ;
- Fragments de la version thébaine de l’écriture (Ancien Testament), Recueil de travaux relatifs à la philologie, V (1886), p. 10 ff ;
- Essai sur le gnosticisme égyptien, ses développements et son origine égyptienne, E. Leroux, Paris, 1887.
- Contes et romans de l'Égypte chrétienne (Paris, 1888) ;
- La morale égyptienne, quinze siècles avant notre ère, étude sur le papyrus de Boulaq no 4, Bibliothèque de l'école des hautes études, E. Leroux, Paris, 1892 ;
- La géographie de l'Égypte à l'époque copte (Paris, 1893) ;
- Essai sur l'évolution historique et philosophique des idées morales dans l'ancienne Égypte, E. Leroux, Paris, 1895 ;
- Émile Amélineau, Le Tombeau d'Osiris : Monographie de la découverte faite en 1897-1898, Paris, Ernest Leroux, 1899 (lire en ligne) ;
- Émile Amélineau, Les nouvelles fouilles d'Abydos, 1895-1896 : Compte rendu in extenso des fouilles, descriptions des monuments et objets trouvés, Paris, Ernest Leroux, 1899 (lire en ligne) ;
- Émile Amélineau, Les nouvelles fouilles d'Abydos, 1896-1897 : Compte rendu in extenso des fouilles, descriptions des monuments et objets trouvés, Paris, Ernest Leroux, 1902 (lire en ligne) ;
- Émile Amélineau et Achille Lemoine, Les nouvelles fouilles d'Abydos, 1897-1898 (Partie I) : Compte rendu in extenso des fouilles, descriptions des monuments et objets trouvés, Paris, Ernest Leroux, 1904 (lire en ligne) ;
- Émile Amélineau et Achille Lemoine, Les nouvelles fouilles d'Abydos, 1897-1898 (Partie II) : Compte rendu in extenso des fouilles, descriptions des monuments et objets trouvés, Paris, Ernest Leroux, 1905 (lire en ligne) ;
- Prolégomènes à l'étude de la religion égyptienne, essai sur la mythologie de l'Égypte, no 21, Bibliothèque de l'école des hautes études, E. Leroux, Paris, 1908 ;
- L'enfer égyptien et l'enfer virgilien. Étude de mythologie comparée, École pratique des hautes études, section des sciences religieuses, 1913, vol. 27, no 23, p. 1-59.